# Tadese Takele
Bikila Tadese Takele (en amharique : ቢቂላ ታደሰ ታከለ), né le 3 août 2002, est un athlète éthiopien, spécialiste du 3 000 mètres steeple.

## Biographie
En 2019, il remporte la médaille d'or du 2 000 m steeple lors des championnats d'Afrique juniors, à Abidjan.
En 2021, à Hengelo, aux Pays-Bas, il remporte le 3 000 m steeple des sélections olympiques éthiopiennes, en portant son record personnel à 8 min 9 s 37. Plus tard dans la saison, il se classe deuxième du meeting du Golden Gala à Florence, derrière le Marocain Soufiane el-Bakkali.
En 2022 il termine deuxième des Championnats d'Afrique de Saint-Pierre, derrière son compatriote Hailemariyam Amare.
Il finit deuxième du Marathon de Berlin 2023 en 2 h 03 min 24 s.
Il remporte le Marathon de Tokyo 2025 en 2 h 03 min 25 s.

## Palmarès
| Date | Compétition                   | Lieu         | Résultat | Épreuve         |
| ---- | ----------------------------- | ------------ | -------- | --------------- |
| 2019 | Championnats d'Afrique cadets | Abidjan      | 1er      | 2 000 m steeple |
| 2022 | Championnats d'Afrique        | Saint-Pierre | 2e       | 3 000 m steeple |
| 2023 | Marathon de Berlin            | Berlin       | 3e       | Marathon        |
| 2025 | Marathon de Tokyo             | Tokyo        | 1er      | Marathon        |

| Date | Compétition             | Lieu        | Résultat | Épreuve         |
| ---- | ----------------------- | ----------- | -------- | --------------- |
| 2021 | Championnats d'Éthiopie | Addis-Abeba | 1er      | 3 000 m steeple |

## Records
| Épreuve         | Performance  | Lieu    | Date        |
| --------------- | ------------ | ------- | ----------- |
| 3 000 m steeple | 8 min 9 s 37 | Hengelo | 8 juin 2021 |